# Klebark (gmina)
Klebark – dawna gmina wiejska istniejąca w latach 1946–1954 w woj. olsztyńskim (dzisiejsze woj. warmińsko-mazurskie). Siedzibą władz gminy był Klebark Wielki.
Gmina Klebark powstała po II wojnie światowej na terenie tzw. Ziem Odzyskanych. 28 czerwca 1946 roku jako jednostka administracyjna powiatu olsztyńskiego gmina weszła w skład nowo utworzonego woj. olsztyńskiego. Według stanu z 1 lipca 1952 roku gmina była podzielona na 16 gromad: Bartąg, Jaroty, Kaborno, Kaplityny, Klebark Mały, Klebark Wielki, Klewki, Łęgajny, Mokiny, Patryki, Silice, Skajboty, Szczęsne, Trękus, Wójtowo i Wygoda.
Gmina została zniesiona 29 września 1954 roku wraz z reformą wprowadzającą gromady w miejsce gmin. Jednostki nie przywrócono 1 stycznia 1973 roku po reaktywowaniu gmin.